# Union Internationale des Architectes
Az Union Internationale des Architectes (UIA, magyarul Az Építészek Nemzetközi Szövetsége) 1948-ban Pierre Vago (Vágó Péter) szervezésével alakult Lausanne-ban. Az a célja, hogy a különböző nemzetek építészei között fenntartsa és ápolja a szakmai kapcsolatot, az építészetet és a városépítést érintő kérdésekben. Biztosítsa az együttműködést a jelentős nemzetközi szervezetekkel (UNESCO, ENSZ stb.). A kitűzött cél elérése érdekében nemzetközi kongresszusokat, szemináriumokat, kollokviumokat rendez. Első elnökei emlékére az – nemzetközi jelentőségű építészi alkotások vagy művek ösztönzésére alapította 1961–ben a Perret-díjat, az Abercrombie-díjat és 1967-ben a Tschumi-díjat.
Az UIA székhelye Párizs. Az UIA magyar tagozata a Magyar Építőművészek Szövetsége (MÉSZ).

## Története
A szervezet elődjét, a Réunion Internationale d'Architectes (RIA) nemzetközi építész szervezetet Pierre Vago (Vágó Péter) még 1932-ben szervezte meg, amely 1933-ban Moszkvában tartotta első kongresszusát. Ezt átalakítva szervezte meg 1948-ban az UIA-t. Ennek 1969-ig főtitkára is volt.

## AZ UIA-kongresszusok
1946. Pierre Vago a RIA bizottsága előtt felveti, hogy egyetlen szervezetbe kelleni összefogni a világ építészeit. A RIA bizottsága Londonban találkozik a CPIA és a CIAM képviselőivel. Döntés születik az UIA létrehozásáról. 1947-ben közös RIA-CPIA ülés Brüsszelben: elfogadják az UIA alapszabályát. A szervezet periodikusan tart konferenciákat és kongresszusokat. Ezek időközeiben a szervezet tevékenységét a főtitkár irányításával állandó titkárság szervezi. (Az UIA kongresszusok szervezéséről és eseményeiről a következő időrendi vázlat további kiegészítésekre vár).

### 1953. Az UIA harmadik kongresszusa:Lisszabon
Londonban J. Vienot szervezésében létrejön az Ipari Esztétika első nemzetközi kongresszusa.

### 1955. Az UIA negyedik kongresszusa:Hága
Az ICSID megalapítása

### 1958. Az UIA ötödik kongresszusa:Moszkva
UIA-nyári tanfolyam Portóban. Berlin központjára kiírt nemzetközi pályázat. A L’Architecture d’aujurd’hui folyóirat javaslata a Paris Paralelle-tervre. A Közös Piac építészeinek első találkozója Frankfurt am Main-ban (1959–61). A WHO központjára kiírt pályázat. Berlini konferencia a színházépületekről.

### 1961. Az UIA hatodik kongresszusa:London
Az UNESCO tömegrendezvények szervezésével foglalkozó konferenciák, Athénban és Epidauroszban (1962). UIA szimpózium az ipari építészetről (Brazília, 1962)

### 1963. Az UIA hetedik kongresszusa:Havanna
Tel Aviv központjára kiírt pályázat (1963). Le Corbusier halála (1964)

### 1965. Az UIA nyolcadik kongresszusa:Párizs
Az UIA első balkáni konferenciája Szófiában (1966). Közös UIA-UNESCO konferencia Bejrútban (1966).

### 1967. Az UIA kilencedik kongresszusa:Prága
Megalakul az Europlan-csoport (1968). Fiatal építészek első nemzetközi találkozója Mexikóban (1968).

### 1969. Az UIA tizedik kongresszusa:Buenos Aires
Nemzetközi pályázatok a Bécsi Nemzetközi Konferenciaközpontra (UNO-CITY) és a tuniszi televízió székházára (1969).

### 1972. Az UIA tizenegyedik kongresszusa: Várna
Sommerakademie Sazburg-ban (1972–).

### 1975. Az UIA tizenkettedik kongresszusa:Madrid
A L’Architecture d’aujurd’hui teljes szerkesztő bizottsága lemond. Megjelenik a L’Architecture című folyóirat (1976–77).
1977-ben akció négy Chilében eltűnt építész felkutatására. Az ICSID dublini kongresszusa (1977).

### 1978. Az UIA tizenharmadik kongresszusa:Mexikó
Megszületik a COG (1978). Barcelonában megalakul a CICA (1979).

### 1981. Az UIA tizennegyedik kongresszusa:Varsó
Tér és Forma konferencia Bécsben (1984).

### 1987. Az UIA tizenhatodik kongresszusa:Brighton
Fiatal olasz építészek konferenciája Genovában (1987). Az európai értelmiségiek és művészek amszterdami találkozója (1987). Nemzetközi Építészeti Akadémia konferenciája Delphoiban (1988).

### 1996. Az UIA tizenkilencedik kongresszusa:Barcelona
UIA tanácskozások Újdelhiben és Csandarnagarban (1997).

## Díjak
Az UIA négy építészeti díjat ad ki évente
- Az Auguste Perret-díjat az építészetben használt kiemelkedő technológiákért
- A Sir Patrick Abercrombie-ról elnevezett Abercrombie-díjat az urbanizmus előmozdításáért
- A Jean Tschumi-ról elnevezett Tschumi-díjat építészeti kritikai és oktatási díjat
- A Sir Robert Matthew-díjat a települések körülményeinek javításáért

## Tervpályázatok
Az UIA az építészet alapértékeit érintő témákban rendszeresen ír ki nemzetközi tervpályázatokat.
Ezek eredményeképpen jött létre többek között a
- Georges Pompidou Központ Párizsban
- Sydney Operaház
- Indira Gandhi Központ, Újdelhiben
- A francia nemzeti könyvtár Párizsban
- A Nemzeti Múzeum Szöulban
- A Prado átalakítása Madridban

## Lásd még
- UN-HABITAT

## Külső hivatkozások
- Hivatalos honlap